# Austin Aztex Football Club
L'Austin Aztex Football Club è stata una società calcistica statunitense con sede ad Austin (Texas). Fondata nel 2008, questa squadra ha militato nella USL First Division (USL-1) e nella USSF D2 Pro League. Nel 2010 la franchigia è stata spostata a Orlando, in Florida, prendendo il nome di Orlando City. 
Nel 2011 la squadra texana è stata rifondata con il nome di Austin Aztex e iniziò a giocare nella USL Premier Development League nel 2012. Nel 2016 il club sospese l'attività agonistica poiché non trovava uno stadio con gli standard minimi per poter partecipare al campionato. Nel 2019 il calcio tornò ad Austin con il nuovo club degli Austin Bold FC, a sua volta inattivo da agosto 2024.

## Storia

### Austin Aztex (2008-2010)
Proprietario degli Aztex era l'uomo d'affari inglese Phil Rawlins, che fa parte anche del consiglio di amministrazione del club calcistico britannico dello Stoke City. Austin Aztex e Stoke City avevano formalmente siglato una collaborazione che includeva la condivisione dei metodi di allenamento e dei calciatori stessi (in questo senso, era Austin a rappresentare una fonte potenziale di calciatori per lo Stoke e non viceversa). I colori ufficiali della squadra erano il bianco e il rosso dello Stoke City. Nel 2008 Rawlins acquistò la squadra degli Austin Stampede, che militava nella USL Premier Development League, e la rinominò Austin Aztex Under 23. Wolfgang Suhnholz venne nominato allenatore di questa squadra, che cominciò a giocare già nel 2008. Successivamente a guidare la squadra sarà invece l'inglese Adrian Heat, che negli anni Ottanta aveva militato nell'Everton. L'8 agosto 2008, gli Austin Aztex stipularono un contratto con Miguel Gallardo, portiere degli Austin Aztex U23, che divenne così il primo acquisto per la stagione 2009 nella USL-1. Gli Aztex inaugurarono la loro prima stagione come team professionistico giocando quattro amichevoli con altrettante squadre della Major League Soccer. Il 19 maggio 2010, il club di Austin realizzò il proprio record di spettatori (6.051) nella gara interna contro i Tampa Bay Rowdies. Gareggiò nella USL First Division (USL-1) nel 2009 e nella USSF D2 Pro League nel 2010.
Il 22 ottobre 2010, la stampa locale ha fatto trapelare la notizia dell'intenzione della proprietà di spostare la squadra in Florida, per la stagione 2011. Questa indiscrezione è stata poi confermata ufficialmente il 25 ottobre, quando è stata annunciata la nascita del club denominato Orlando City Soccer Club.

### Rinascita degli Austin Aztex (2011-2015)
Gli Austin Aztex sono stati fondati da David Markley, proprietario di minoranza del precedente club. Nel settembre 2011 Markley annunciò l'intenzione di creare un nuovo team Austin Aztex per competere nella Premier Development League nella stagione 2012. Nel campionato del 2013, sotto la guida di Paul Dalglish, ottennero il miglior record di regular season (15-1-2) riuscendo a vincere la Championship USL PDL battendo in finale il Thunder Bay Chill per 3 a 1 giocando proprio all'House Park di Austin. Dalglish fu nominato allenatore dell'anno della lega.
Nel 2014 annunciarono il loro passaggio nella terza lega nord americana con l'affiliazione ai Columbus Crew della MLS. Nel mese di agosto del 2014, è stato annunciato il ritorno di Paul Dalglish agli Austin Aztex come allenatore, dopo le stagioni del 2012 e 2013.

### Austin Bold (2017-2024)
Fondati nel 2017, gli Austin Bold debuttarono nella USL Championship nel 2019. Nel 2021 i proprietari annunciarono l'intenzione di spostarsi a Fort Worth al termine della stagione, ma dovettero attendere fino al 2023 la costruzione del loro nuovo stadio. Ad agosto 2024 la squadra risulta ancora inattiva.

## Palmarès

### Competizioni nazionali
- United Soccer Leagues Premier Development League: 1

2013

## Colori e stemma
I colori dei nuovi Aztex sono blu scuro ed oro usati per la prima maglia, il bianco e l'oro per la seconda divisa.
Lo stemma è caratterizzato da colori blu e oro con una stella, un pallone da calcio, e la scritta "Aztex" con le lettere A, T, e X in maiuscolo. "ATX" è l'abbreviazione di Austin, TeXas.

## Stadi
- 2009: Nelson Field (Austin, Texas)
- 2010: House Park (Austin, Texas)

## Risultati anno per anno
| Stagione | Divisione | Lega                      | Regular Season | Playoff              | Open Cup        | Media spettatori |
| -------- | --------- | ------------------------- | -------------- | -------------------- | --------------- | ---------------- |
| 2009     | 2         | USL First Division        | 10°            | non qualificato      | 3º turno        | 2.974            |
| 2010     | 2         | USSF D-2 Pro League       | 2°             | quarti di finale     | 3º turno        | 3.733            |
| 2012     | 4         | USL PDL                   | 2°             | finali di conference | non qualificata | -                |
| 2013     | 4         | USL PDL                   | 1°             | Campione             | secondo turno   | -                |
| 2014     | 4         | USL PDL                   | 1°             | finali di conference | secondo turno   | -                |
| 2015     | 3         | USL Professional Division | -              | -                    | -               | -                |